# Mamíferos marinos

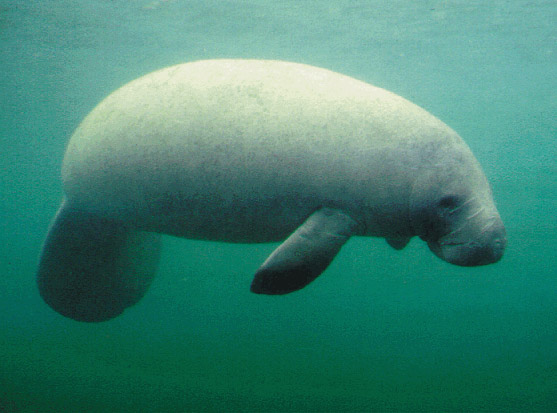
Manatí de las Indias Occidentales (Trichechus manatus), un miembro del orden Sirenia.

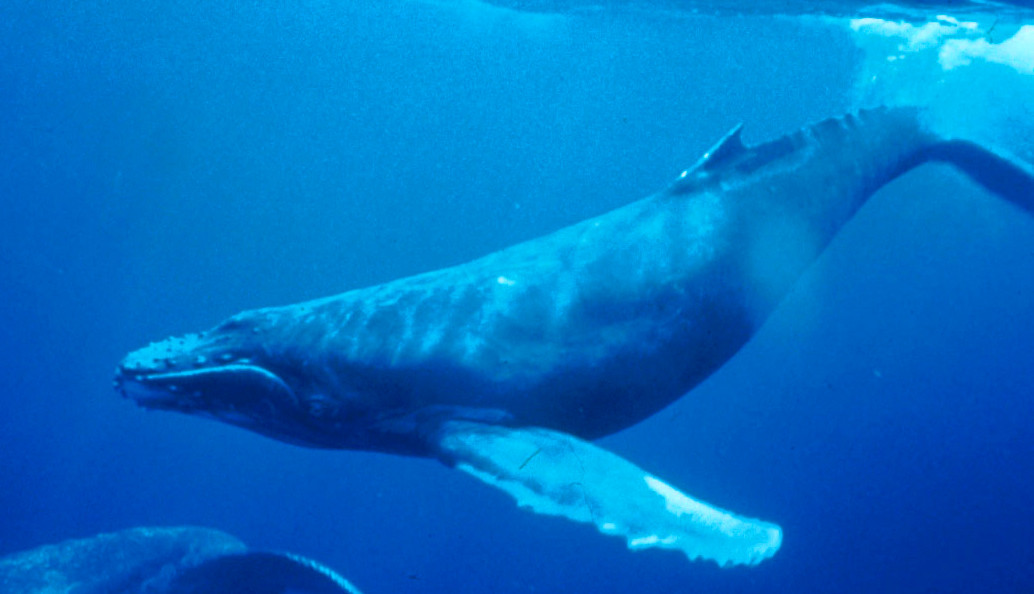
Ballena jorobada (Megaptera novaeangliae), un miembro del orden Cetacea.

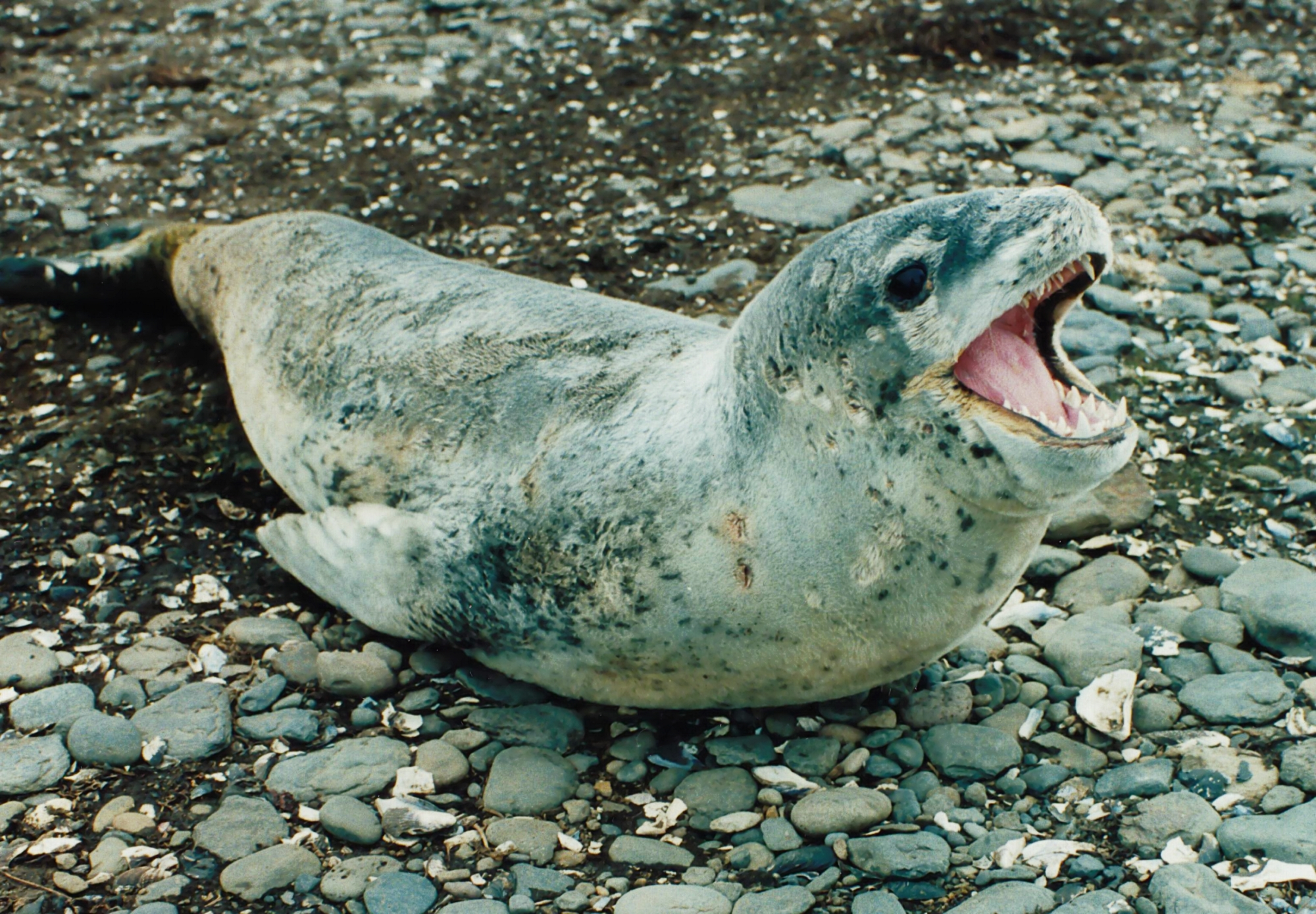
Foca leopardo (Hydrurga leptonyx), un miembro de la superfamilia Pinnipedia del orden Carnivora.

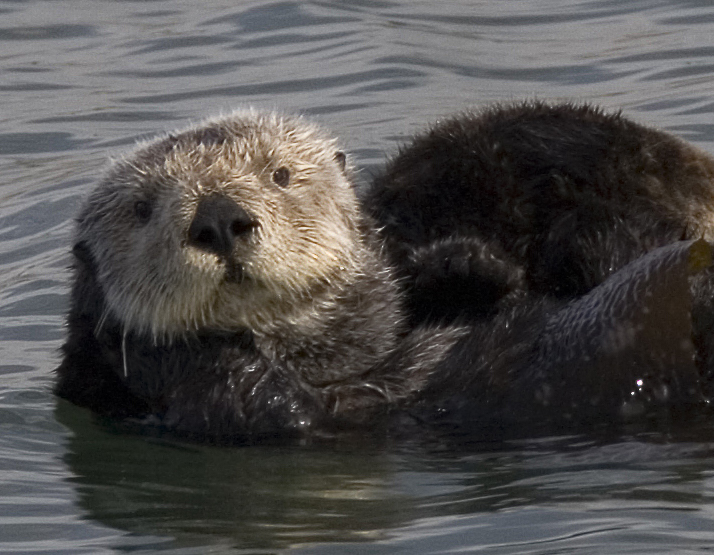
Nutria marina (Enhydra lutris), un miembro de la familia Mustelidae.

Los mamíferos marinos son un grupo variado de aproximadamente 130 especies de mamíferos que se han adaptado a la vida en el mar o dependen de él para su alimentación. El término mamífero marino no designa a un conjunto taxonómico preciso. En este grupo se incluyen los cetáceos (ballenas, delfines y marsopas), los sirenios (manatíes y dugongos), los pinnipedos (focas verdaderas, otarios y morsas) y algunas nutrias (la nutria marina y el gato de mar). El oso polar, aunque no es un animal acuático, también se suele agrupar con los mamíferos marinos debido a que vive en los hielos marinos durante todo o la mayor parte del año y a su alto grado de adaptación a la vida en el mar.
Los mamíferos marinos adquirieron distintos rasgos para adaptarse a la vida en el mar, como un tamaño generalmente mayor, forma corporal hidrodinámica, modificaron apéndices y experimentaron adaptaciones termoregulatorias. Las diferentes especies, sin embargo, se adaptaron a la vida marina en distintos grados. Los más adaptados son los cetáceos y los sirenios, cuyo ciclo de vida discurre totalmente en el agua, mientras que los demás grupos pasan al menos algún tiempo en tierra.
A pesar de que los mamíferos marinos son una megafauna carismática y que cuenta con el apoyo de grupos ecologistas, muchas poblaciones son vulnerables o están en peligro de extinción debido a una larga historia de explotación comercial para obtener grasa, aceite, carne, marfil y piel. La mayor parte de las especies de mamíferos marinos se encuentran protegidas frente a la explotación comercial.

## Taxonomía

### Clasificación de las especies vivientes
Existen aproximadamente 130 especies de mamíferos marítimos, subdivididas generalmente en cinco grupos. Cada grupo desciende de un antepasado terrestre diferente. Las semejanzas morfológicas entre estos grupos diversos son resultado de la evolución convergente y paralela. Así, aunque los balénidos y los pinnípedos tengan algunas semejanzas en la forma, las ballenas están más estrechamente relacionadas con los ciervos que con las focas.
Los grupos en que se subdividen generalmente son:
- Orden Sirenia: sirenios; pertenecientes al superorden de los afroterios, grupo que incluye a los elefantes y a los damanes.
  - Familia Trichechidae: manatíes (3 especies)
  - Familia Dugongidae: dugongo (1 especie)
- Orden Cetacea: cetáceos; pertenecientes a los cetartiodáctilos, grupo que incluye hipopótamos, ciervos y cerdos. 
  - Suborden Mysticeti: ballenas y rorcuales barbados (15 especies)
  - Suborden Odontoceti: cetáceos dentados (unas 73 especies)
- Orden Carnivora,
  - Suborden Caniformia
    - Superfamilia Pinnipedia: pinnípedos; pertenecientes a los caniformes, descendientes de un antepasado similar a los osos.
      - Familia Phocidae: focas (unas 20 especies)
      - Familia Otariidae: otarios (unas 16 especies)
      - Familia Odobenidae: morsa (1 especie)

    - Familia Mustelidae: mustélidos; pertenecientes a los caniformes y relacionados con otras nutrias y comadrejas.
      - Nutria marina (Enhydra lutris)
      - Gato de mar (Lontra felina)

    - Familia Ursidae
      - Oso polar (Ursus maritimus); perteneciente a los caniformes y relacionado con otros osos, particularmente con el oso pardo.

Se cree que los sirenios y los cetáceos descienden de un antepasado ungulado, mientras que los pinnípedos, las nutrias y el oso polar proceden de un antepasado caniforme. Las similitudes morfológicas entre estos grupos diversos son resultado de evoluciones convergentes y paralelas.
Varios grupos de mamíferos marinos del pasado ya no existen en la actualidad. Además de los antepasados de las actuales ballenas o las focas, existieron los Desmostylia, lejanos parientes de los manatíes o los Kolponomos, un género de osos marinos que comían almejas, pero que no estaban relacionados directamente con el oso polar moderno.

### Evolución

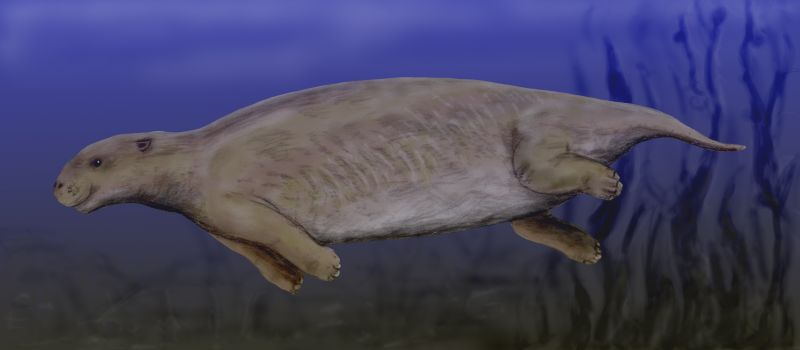
Ilustración de Prorastomus, un sirenio primitivo de hace 40 millones de años

Los mamíferos marinos forman un grupo diverso de unas 130 especies que dependen de los océanos. No forman ni uno taxón ni cabe otro tipo de grupo sistemático, sino que tienen una relación polifacética. Su uso del medio marino como fuente de alimento  es el principal denominador común. A pesar de su gran diversidad morfológica, la eficiencia a la hora de buscar alimento ha sido el factor que más ha influido en la evolución de todos los mamíferos marinos. El grado de dependencia del medio marino varía mucho de una especie a la otra. Por ejemplo, los delfines y las ballenas se pasan toda la vida al mar, mientras que las focas cazan al océano y crían en tierra y los osos polares atrapan sus presas en tierra. Un 36% de las especies de mamíferos marinos están amenazadas.
Los cetáceos se convirtieron en animales acuáticos hace unos 50 millones de años (Ma). Según los estudios moleculares y morfológicos, las características genéticas y morfológicas de los cetáceos los sitúan claramente entre los artiodáctilos (ungulados con un número par de dedos). El nombre «Cetartiodactyla», que refleja la idea que los cetáceos evolucionaron de ungulados, viene de la fusión de los nombres de los órdenes Cetacea y Artiodactyla. Siguiendo esta definición, se cree que los parientes terrestres más cercanos de las ballenas y los delfines son los hipopótamos.
Los sirenios, o vacas marinas, se convirtieron en animales acuáticos hace aproximadamente 40 millones de años. Los primeros sirenios aparecieron al registre fósil durante el Eoceno inferior y hacia el Eoceno superior ya se habían diversificado bastante. El hecho de vivir en ríos, estuarios y aguas marinas cercanas a la costa favoreció su rápida expansión. El sirenio más primitivo, Prorastomus, surgió en lo que hoy en día es Jamaica, a diferencia otros mamíferos marinos originarios del Viejo Mundo (como por ejemplo los cetáceos). El primero sirenio cuadrúpedo conocido fue Pezosiren, del Eoceno medio. Las primeras vacas marinas conocidas, de las familias de los prorastómidos y los protosirénidos, eran animales anfibios, de cuatro patas y de la medida de un cerdo que se extinguieron antes del final del Eoceno. Los primeros dugónguidos aparecieron hacia medios del Eoceno. En aquel momento, las vacas marinas ya tenían un estilo de vida completamente acuático.
Los pinnípedos se separaron del resto de caniformes hace 50 millones de años, durante el Eoceno. Su vínculo evolutivo con los mamíferos terrestres permaneció una incógnita hasta que el 2007 se descubrió Puijila darwini en depósitos del Mioceno inferior en Nunavut (Canadá). Igual que las nutrias de hoy en día, P. darwini tenía la cola larga, las extremidades cortas y pies palmados en vez de aletas. Los linajes de los otáridos (focas con orejas) y de los odobénidos (morsas) divergieron hace casi 28 millones de años. Se sabe que los fócidos (focas sin orejas) existen desde hace como mínimo 15 millones de años, mientras que los datos moleculares indican que los linajes de las focas monje y de los focinos se separaron hace 22 millones de años.
Lo registro fósil indica que el linaje de la nutria marina quedó aislado al Pacífico norte hace unos 2 millones de años.  surgieron dos especies: Enhydra macrodonta, actualmente extinta, y la nutria marina de hoy en día, E. lutris. Después de surgir al norte de Hokkaido (Japón) y Rusia, la nutria marina se extendió hacia el este hasta las Islas Aleutianas, la tierra firme de Alaska y la costa norteamericana. En comparación con los cetáceos, los sirenios y los pinnípedos, que se lanzaron al agua hace aproximadamente 50, 40 y 20 millones de años, respectivamente, la nutria marina es un mamífero marino desde hace relativamente poco. Aun así, en algunos aspectos, la nutria marina está más adaptada a la vida acuática que los pinnípedos, que todavía tienen que volver a tierra o subir al hielo para parir.
Se cree que los osos polares divergieron de una población de osos pardos (Ursus arctos) que quedó aislada a la parte oriental de Siberia (Kamchatka y península de Kolimá) durante un periodo de glaciación del Pleistoceno. El fósil de oso polar más antiguo conocido es un maxilar inferior que data de hace 110 000–130 000 años y fue encontrado en Prins Karls Forland (Noruega). El ADN mitocondrial (ADNmt) del oso polar divergió del del oso pardo hace aproximadamente 150 000 años. Además, basándose en su ADNmt, algunos clados de oso pardo tienen una relación más cercana con los osos polares que con otras poblaciones de osos pardos, hecho que implicaría que el oso polar no sería una especie aparte según algunas definiciones del concepto de especie.
En general, los amniotas se han lanzado al mar más veces durante el Cenozoico que durante el Mesozoico. Entre los factores que han favorecido esta tendencia hay el aumento de la productividad de los medios marinos cercanos a la costa y la endotérmia como facilitadora de la transición.

## Distribución y hábitat

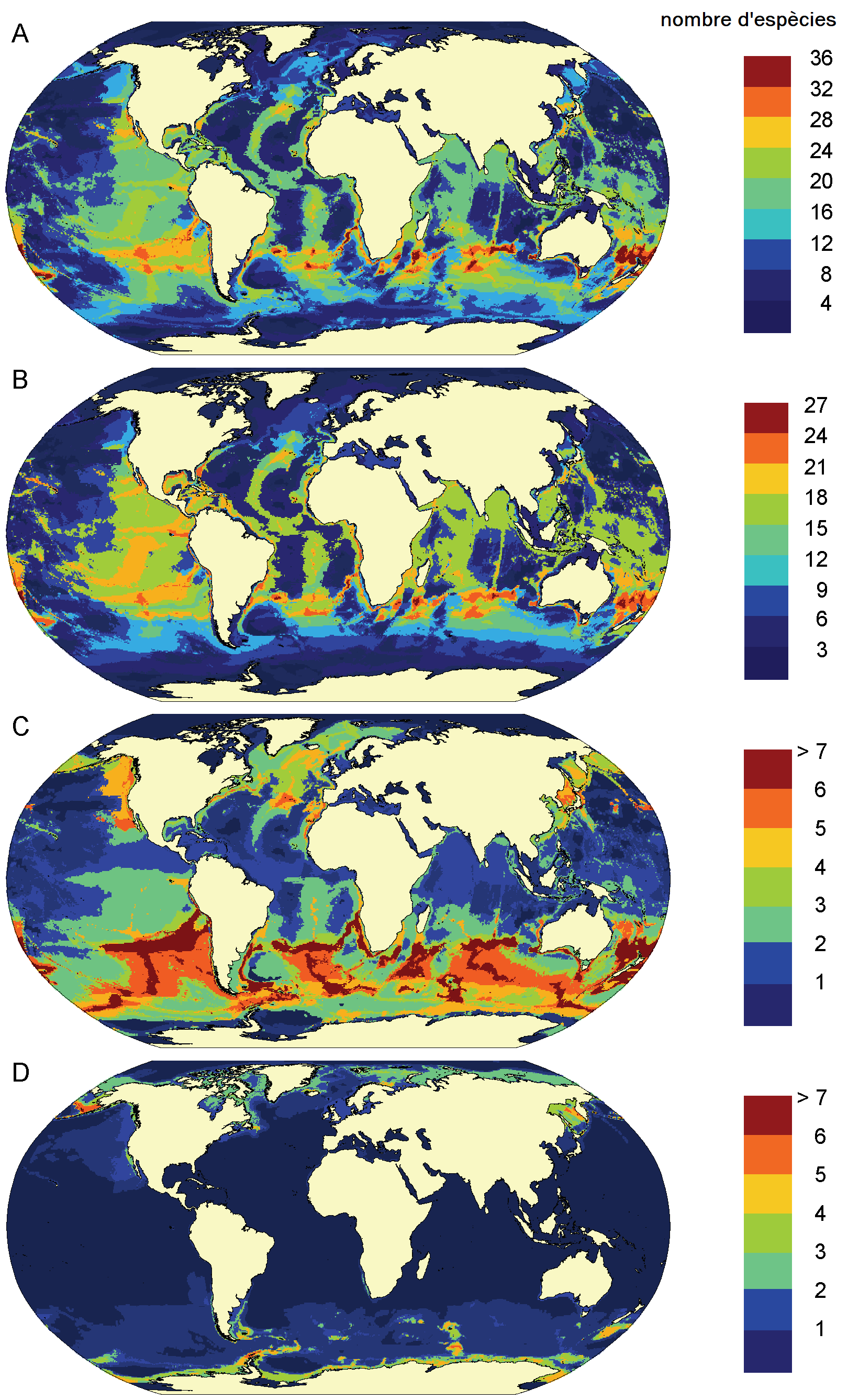
Diversidad de mamíferos marinos: A) Todas las especies (n = 115), B) odontocetos (n = 69), C) misticetos (n = 14), D) pinnípedos (n = 32), a partir de datos del 1990–1999

Los mamíferos marinos tienen una amplia distribución en todo el mundo, pero esta distribución es irregular y coincide con las regiones más productivas de los océanos. Logran su pico de diversidad a latitudes cercanas al paralelo 40, tanto al hemisferio norte como el hemisferio sur, que corresponden a los niveles más altos de producción primaria alrededor de las Américas, África, Asia y Australia. La distribución total varía mucho de una especie a la otra. En general, la mayoría de mamíferos marinos tienen un ámbito de distribución igual o más pequeño que una quinta parte del océano Índico. Esta variación en la medida del ámbito de distribución es debida a las diferentes necesidades ecológicas de cada especie y su capacidad de enfrentarse a un amplio abanico de condiciones ambientales. El alto grado de coincidencia entre las regiones de mayor diversidad de mamíferos marinos y las partes del mundo más afectadas por el impacto de los seres humanos sobre el medio ambiente es motivo de preocupación.
La mayoría de mamíferos marinos habitan aguas litorales. Aun así, las focas también tienen una serie de hábitats terrestres, tanto a las islas como tierra firme. En las regiones templadas y tropicales, salen del agua y se arrastran en playas arenosas o de guijarros, las costas rocosas, los bancos de arena, las llanuras de marea, las pozas de marea y las cuevas marinas. Algunas especies también reponen en estructuras artificiales, como por ejemplo muelles, espigones, boyas y plataformas petroleras. Las focas también pueden aventurarse tierra adentro para descansar entre las dunas o la vegetación e incluso pueden escalar acantilados. La mayoría de cetáceos viven a mar abierto. Algunas especies, como por ejemplo el cachalote, pueden bajar a buscar alimento en profundidades de entre 300 y 760 m. Los sirenios habitan aguas litorales de poca profundidad, donde suelen permanecer unos 9 m bajo la superficie. Aun así, se  han observado ejemplares bajando a 37 m de profundidad para llegar a hierba marina situada en este nivel. Las nutrias marinas viven en zonas protegidas, como por ejemplo costas rocosas, los bosques de algas y arrecifes de coral, a pesar de que también se puede encontrar entre hielo a la deriva e incluso en zonas arenosas, fangosas o limosas.
Muchos mamíferos marinos migran  al ritmo de las estaciones. El hielo anual contiene zonas de agua que aparecen y desaparecen a medida que el tiempo evoluciona a lo largo del año. Las focas migran  en respuesta a estos cambios y los osos polares se ven forzados a seguir sus presas. En la Bahía de Hudson, la Bahía de James y otras partes del mundo, el hielo se funde completamente cada verano (fenómeno conocido como rotura de los cubitos), hecho que obliga los osos polares a salir a tierra firme y esperar que el mar se vuelva a helar unos meses después. En los mares de los Chukotka y de Beaufort, los osos polares se retiran cada verano al hielo situado más al norte, que se mantiene congelado todo el año. Las focas también pueden migrar  en respuesta a otros cambios ambientales, como por ejemplo El Niño, y usan los campos geomagnéticos, las corrientes marinas y del aire, la posición del Solo y de la Luna y el gusto y la temperatura del agua para orientarse. Los misticetos son conocidos para viajar grandes distancias hasta aguas tropicales para dar a luz y criar los neonatos, posiblemente para evitar los ataques de las orcas. La ballena gris cubre una mayor distancia que cualquiera otro mamífero, de hasta 23 000 km en el caso de un ejemplar que fue desde el Mar de Ojotsk hasta la Península de Baja California. En invierno, los manatíes que viven al límite septentrional de su ámbito de distribución se desplazan hacia aguas más cálidas.

## Adaptaciones
Para desarrollar su vida en el mar, los mamíferos marinos han desarrollado importantes adaptaciones que les asemejan a otros animales marinos. Sin embargo existen grandes diferencias:
- Los mamíferos marinos respiran aire, mientras que la mayor parte de los demás animales marinos extraen el oxígeno del agua.
- Los mamíferos marinos tienen pelo. Los cetáceos tienen poco o ningún pelo, por lo general muy pocas cerdas retenidas alrededor de la cabeza o boca. Todos los miembros del orden Carnivora tienen un abrigo de piel o pelo, pero es mucho más grueso y más importante para la termorregulación en las nutrias marinas y osos polares que en los pinnípedos. No cuentan con gruesas capas de pelo porque disminuiría su capacidad natatoria y la velocidad de desplazamiento en el agua.
- Los mamíferos marinos tienen una gruesa capa de grasa para aislar sus cuerpos y prevenir la pérdida de calor. Las nutrias de mar y los osos polares son excepciones y confían más en su piel y comportamiento para prevenir la hipotermia.
- Los mamíferos marinos son vivíparos. La mayoría tiene una cría en cada parto.
- Los mamíferos marinos se alimentan de leche en su infancia. El cuidado materno es muy importante para la supervivencia de la descendencia, que tiene que desarrollar una gruesa capa de aislamiento de grasa. La leche de las glándulas mamarias de los mamíferos marinos a menudo supera el 40-50 % de contenido de materia grasa para apoyar el desarrollo de la grasa corporal en las crías.
- Los mamíferos marinos mantienen una temperatura corporal interna alta. A diferencia de la mayor parte del resto de animales oceánicos, los mamíferos marinos mantienen una temperatura interna mucho mayor que la temperatura ambiente. La grasa, la gruesa capa de piel, las burbujas de aire entre piel y agua, son adaptaciones que ayudan a estos animales en la retención del calor corporal.
- Dado que los mamíferos en su origen se desarrollaron en tierra, su espina dorsal está optimizada para andar, por lo que se mueve con holgura de arriba abajo pero tiene menor movilidad lateral. Por ello, los mamíferos marinos por lo general nadan moviendo su espina dorsal de arriba abajo. Por el contrario, los peces normalmente nadan moviendo su espina lateralmente. Por esta razón, los peces tienen habitualmente su aleta caudal vertical, mientras que los mamíferos marinos la tienen horizontal.
- Los mamíferos marinos que viven exclusivamente en el mar (como los cetáceos) tuvieron que experimentar importantes adaptaciones en sus hábitos de sueño para poder dormir sin ahogarse. De estudios realizados con delfines mulares en acuarios y zoos y también con ballenas y delfines en libertad, se desprende que desarrollaron dos métodos de sueño: o bien permanecen estáticos a dos aguas (vertical u horizontalmente) o bien nadan mientras duermen.[38]

## Ecología

### Dieta

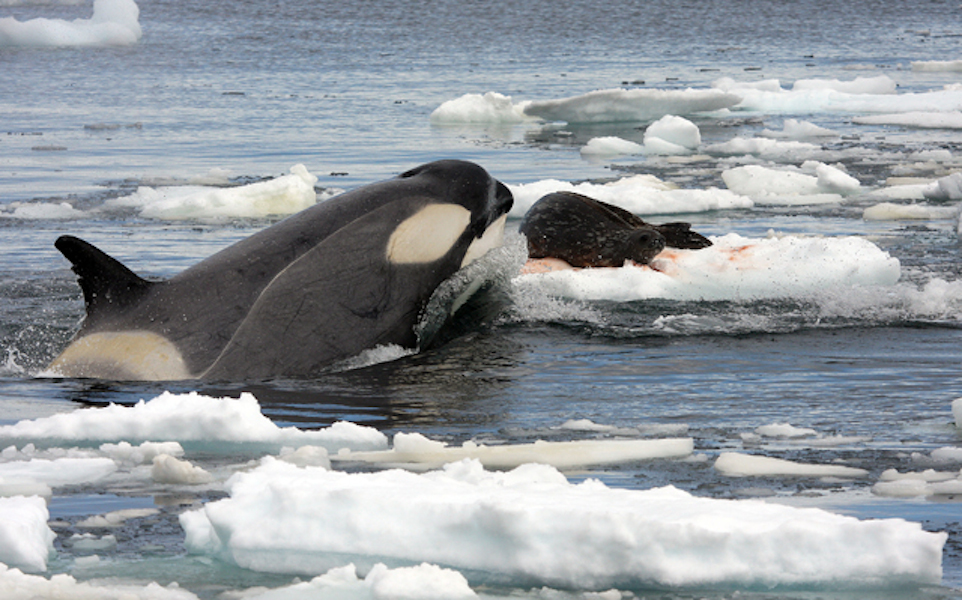
Orca cazando una foca de Weddell

Todos los cetáceos son carnívoros y depredadores. Los odontocetos se alimentan principalmente de peces y cefalópodos, seguidos por crustáceos y bivalvos. Algunos pueden buscar comer junto con otros animales, como por ejemplo otros especies de ballenas o algunas especies de pinnípedos. Un método habitual de caza en grupo consiste a conducir un banco de pescados a un espacio pequeño y hacer que se forme una bola de cebo. Seguidamente, los miembros del grupo se van alternando para acometer la bola y atrapar pescados aturdidos. Los delfines también saben acorralar pescados en aguas poco profundas para cazarlos con más facilidad. Así mismo, se han observado orcas y delfines mulares haciendo que sus presas se encallen en las playas para poderlas atrapar. Se han documentado casos de orcas que tumbaban tiburones blancos y otros tiburones y manadas barriga en alto para paralizarlos. Las ballenas que tienen el hocico más redondeado y los dientes más pequeños recurren a la alimentación por succión. A pesar de su dieta carnívora, tienen una flora intestinal parecida a la de los herbívoros terrestres, hecho que probablemente tiene que ver con sus orígenes evolutivos.
Los misticetos usan las barbas para filtrar plancton y otros alimentos presentes al agua. Hay dos métodos: la alimentación por embestidas y la alimentación por filtración continuada. El primero consiste a hinchar la boca para expandir el volumen de la mandíbula a un volumen superior al volumen original de todo el cuerpo. Esto hace que se expandan los surcos de la garganta y permite que la boca pueda contener una mayor cantidad de agua. Los cetáceos que emplean este método embisten bolas de cebo a alta velocidad, a pesar de que sólo sale por anticipado con bolas de cebo grandes. La alimentación por filtración continuada consiste a nadar con la boca abierta y dejar que se llene de agua y presas. Las presas tienen que ser basta abundantes para despertar el interés del cetáceo, de una medida que  permita la filtración por las barbas y demasiado lentas para huir.

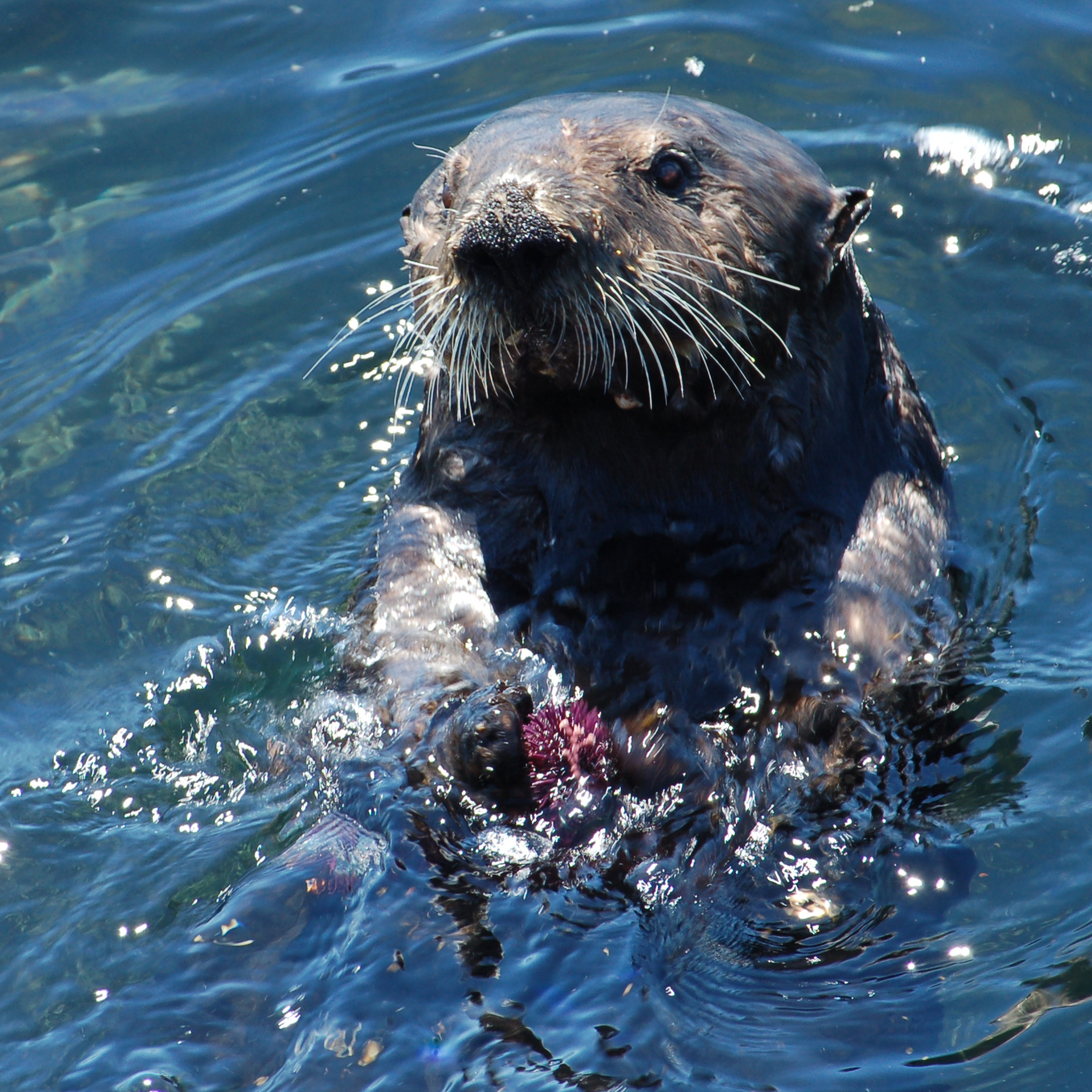
Las nutrias marinas usan las patas anteriores para romper los erizos de mar contra las rocas.

Las nutrias son los únicos animales marinos capaces de levantar y cambiar rocas, cosa que hacen habitualmente con las patas anteriores cuando buscan tomadas. Además, cogen caracoles y otros organismos del kelp y desentierran almejas del barro submarino. Son los únicos mamíferos marinos que atrapan peces con las patas anteriores en lugar de los dientes. Tienen un bolsillo de piel debajo de las axilas, que se extiende por un lado a la otra del torso y que utilizan para traer el alimento que recogen a la superficie. El bolsillo también contiene una roca que sirve para romper el caparazón del marisco y de las almejas en un ejemplo del uso de herramientas por las nutrias marinas. Se comen las presas mientras floten barriga arriba, usando las patas anteriores para trocear las presas y ponérselas a la boca. La nutria costera sudamericana se alimenta principalmente de crustáceos y peces.
Los pescados y los cefalópodos forman la mayor parte de la dieta de los pinnípedos, seguidos por los crustáceos, los bivalvos, el zooplancton y las presas de sangre caliente (como por ejemplo pájaros marinos). La mayoría de especies son generalistas. En general, cazan pescados que no forman bancos, invertebrados inmóviles o de movimientos lentos y, cuando están en grupo, presas endotérmicas. Las especies que se alimentan en solitario lo suelen hacer en aguas costeras, bahías y ríos. Cuando encuentran grandes bancos de pescados o sepias, los pinnípedos se juntan en grupos de muchos individuos para colaborar en la detección y la caza de las presas. Algunas especies, como por ejemplo el león marino de California y el león marino sudamericano, cazan junto con cetáceos y pájaros marinos.
El oso polar, el más carnívoro de todos los osos, se alimenta principalmente de focas oceladas y barbudas. Suele cazar a la interfaz entre el hielo, el agua y el aire y casi nunca lo hace en tierra firme o mar abierto. Usa el sentido del olfato para detectar agujeros de respiración de las focas y se esconde cerca suyo hasta que llega una foca. Cuando la foca exhala, el oso en siendo el olor, la pesca con una pata anterior y lo arrastra a la superficie del hielo. Otro método consiste a seguir sigilosamente las focas que reponen al hielo. Cuando encuentra una, se acerca en unos 90 m de la foca y se agozona. Si la foca no detecta el peligro, el oso va avanzando poco a poco hasta que se encuentra en unos 10 m y entonces lanza un ataque repentino. Un tercer método es asaltar las madrigueras en los cuales se refugian las crías. El oso polar también come pescado, así como pájaros marinos.

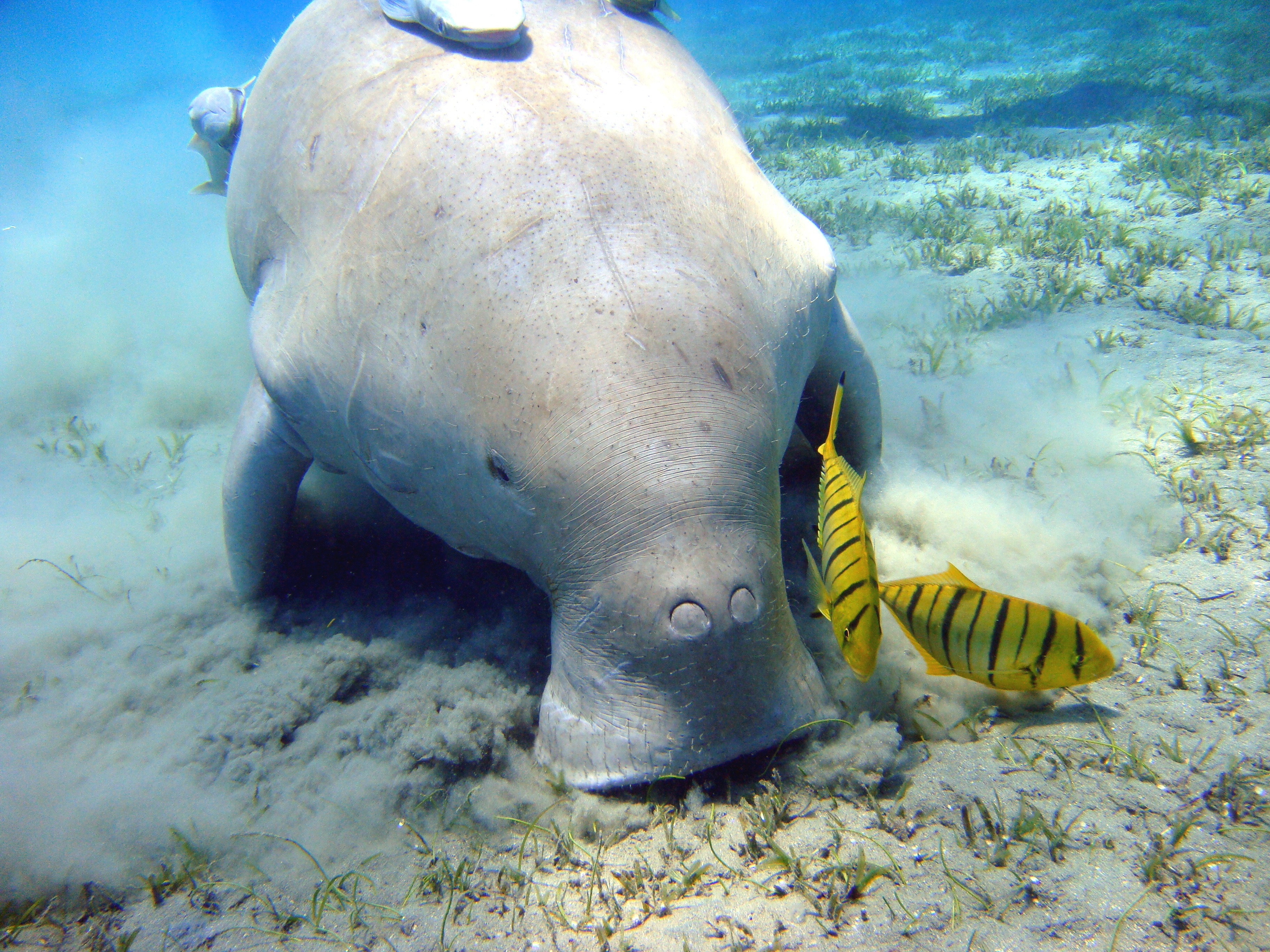
Dugong buscando alimento en el fondo del mar

Los sirenios se conocen como «vacas marinas» porque tienen una dieta que se compone principalmente de hierba marina. Se comen las plantas enteras, incluyendo las raíces, aunque si no pueden arrancarlas completamente, se conforman con las hojas. Se han encontrado muchos tipos diferentes de hierba marina al estómago de dugongs. Cuando escasea la hierba marina, también pueden alimentarse de algas. Los manatí caribeño consumen hasta 60 especies diferentes de plantas y, en menor medida, pescados y pequeños invertebrados.

### Especies clave
Las nutrias marinas son un ejemplo típico de especie clave; su presencia tiene una influencia desproporcionadamente grande sobre su ecosistema. Controlan las poblaciones de algunos herbívoros del fondo marino, especialmente los erizos de mar. Estos animales se comen la parte baja del tallo del kelp, cosa que hace que el kelp se separe del fondo marino y acabe muriendo. La desaparición del hábitat y los nutrientes que ofrece el kelp provoca importantes efectos de cascada en el ecosistema marino. Las partes del Pacífico norte en las cuales no hay nutrias marinas a menudo se convierten en blancales de erizos, es decir, zonas con muchos erizos de mar y sin bosques de varec. La reintroducción de las nutrias marinas a la Columbia Británica condujo a una mejora sustancial de la salud de los ecosistemas costeros. Se han observado cambios similares con la recuperación de las poblaciones de nutrias marinas en las Islas Aleutianas y del Comandante, así como a la costa de Big Sur, en California. Aun así, algunos ecosistemas con bosques de algas de California prosperan sin nutrias marinas, sin que esté claro cuáles son los otros factores que controlan las poblaciones de erizos marinos. Las nutrias marinas tienen un mayor pes en el mantenimiento de los bosques de algas en costas abiertas que en lugares más resguardados, como por ejemplo las bahías y los estuarios.
Los depredadores alfa influyen en la dinámica de poblaciones y las estrategias de defensa (como por ejemplo lo camuflaje) de sus presas. El oso polar es el depredador alfa de su distribución. Varios animales, especialmente las zorros árticos y los gaviotas hiperbóreas, suelen comerse la carroña que dejan los osos polares. Las focas oceladas y los osos polares tienen una relación tan cercana que, en algunas regiones, la abundancia de las primeras regula la densidad de los segundos, mientras que la caza por los osos polares regula la densidad y el éxito reproductivo de las focas oceladas. La presión evolutiva que ejercen los osos polares sobre los pinnípedos probablemente explica algunas de las diferencias significativas que hay entre los árticos y los antárticos. En comparación con la Antártida, donde no hay depredadores de superficie importantes, los pinnípedos árticos utilizan más agujeros de respiración, se ponen más nerviosos cuando están sobre el hielo y no suelen defecar. En el Ártico, las crías tienen el pelaje blanco, presumiblemente para camuflarse de los depredadores, mientras que al Antártico tienen el pelaje oscuro.
Las orcas son los depredadores alfa de toda su distribución global y pueden tener un impacto considerable sobre el comportamiento y las poblaciones de sus presas. Tienen una dieta muy variada y se pueden alimentar de muchos vertebrados marinos, entre los cuales hay los salmones, los batoideos, los tiburones (incluyendo los tiburones blancos), misticetos de grandes dimensiones y numerosas especies de pinnípedos. Sus ataques contra las crías de ballenas podrían ser el motivo de la migración anual de muchas ballenas a aguas más tropicales, donde hay un número muy inferior de orcas que a las aguas polares. Antes del inicio de la caza de ballenas a gran escala, se cree que eran una fuente de alimento importante para las orcas. Aun así, el gran declive de las poblaciones de misticetos ha forzado las orcas a adoptar una dieta más variada, que a su vez ha tenido efectos negativos sobre los mamíferos marinos más pequeños. A la década del 1990  hubo una polémica cuando un grupo de científicos atribuyeron, sin pruebas directas, el declive de las poblaciones de nutrias marinas de las Islas Aleutianas a su caza por las orcas. Este declive fue precedido por el colapso de las poblaciones de focas comunes  y leones marinos de Steller, las presas habituales de las orcas, debido a la caza de ballenas a escala industrial. Así pues, las orcas habrían empezado a atacar las nutrias marinas para sustituir estas otras fuentes de alimento.

### Transporte vertical de nutrientes por grandes cetáceos

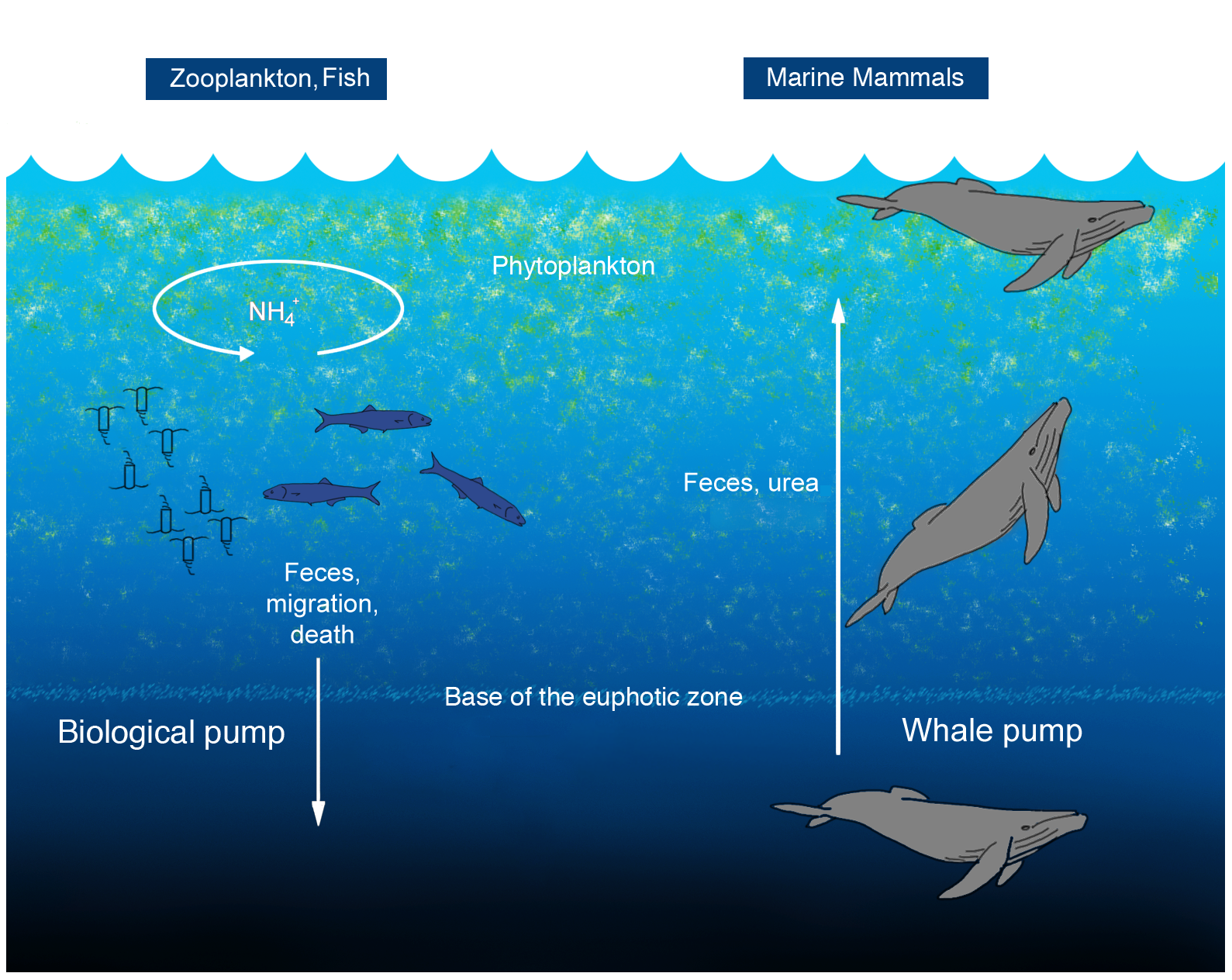
Transporte vertical de nutrientes por grandes cetáceos

Un estudio publicado en 2010 considera que los cetáceos favorecen la productividad de los océanos mediante su transporte vertical de nutrientes. Los cetáceos traen nutrientes, como por ejemplo nitrógeno, de las profundidades a la superficie. Este fenómeno, que funciona como una bomba biológica hacia la superficie, contrasta con la antigua creencia que los cetáceos aceleraban la caída de nutrientes al fondo marino. El transporte vertical de nutrientes por grandes cetáceos aporta unas 23 000 toneladas de nitrógeno al año al golfo de Maine, más que todos los ríos que desembocan juntos. Los cetáceos defecan en la superficie de los océanos. El alto contenido en hierro y nitrógeno de sus excrementos hace que tengan un efecto beneficioso sobre la fauna marina. Los excrementos son líquidos y flotan en la superficie, donde los consume el fitoplancton.
Las osamentas de cetáceos muertos caen a las profundidades de los océanos, donde se convierten en un hábitat importante para los organismos marinos. Las pruebas que han dejado las osamentas en los registros actuales y fósiles indican que soportan una amplia gama de seres vivos, con una diversidad de 407 especies, comparable a la otros foco de biodiversidad de la zona nerítica, como por ejemplo las emanaciones frías y las fumarolas hidrotermales. Las osamentas se descomponen en tres etapas. En un primer momento, los organismos móviles, como por ejemplo los tiburones y los mixinoideos, se  llevan los tejidos blandos en un proceso que puede durar entre unos meses y dos años. Seguidamente, animales oportunistas como los crustáceos y los poliquetos colonizan los huesos y los sedimentos que los rodean (que contienen materia orgánica) durante unos años. Finalmente, las bacterias sulfófilos reducen los huesos, liberando ácido sulfhídrico que fomenta el crecimiento de los organismos quimioautótrofos, que a su vez soportan animales como por ejemplo mejillones, almejas, lapas y caracolas. Esta etapa puede durar décadas y soporta una gran diversidad de especies.

## Interacciones con los humanos

### Amenazas
La dificultad de censar las poblaciones de mamíferos marinos hace que el 38% de las especies se consideren especies con datos insuficientes, especialmente a la región que rodea el frente polar antártico. Muchos casos de declives de mamíferos completamente marinos podrían pasar desapercibidos.

#### Explotación

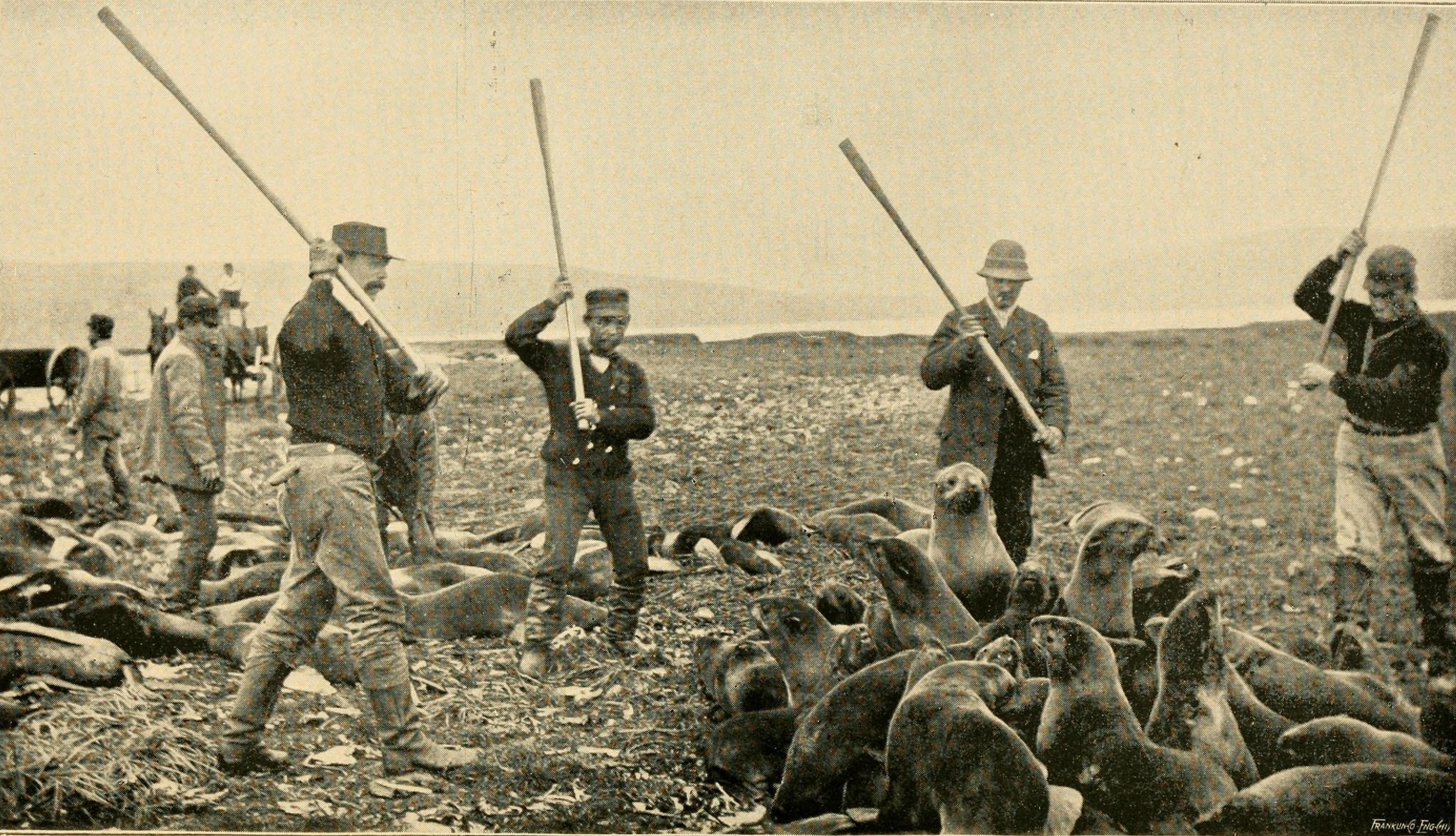
Grupo de hombres matando osos marinos septentrionales en la Isla de San Pablo (Alaska) a finales del

A lo largo de la historia, los pueblos indígenas de regiones costeras han cazado mamíferos marinos por su carne y otros recursos. Este tipo de caza de subsistencia, que todavía perdura en Canadá, Groenlandia, Indonesia, Rusia, los Estados Unidos y varios estados del Caribe, se lleva a cabo a escala relativamente pequeña y tiene efectos muy localizados. La caza comercial, en cambio, se producía a una escalera mucho más grande y condujo a la extinción de la vaca marina de Steller, el visón marino, el león marino de Japón, y la foca monje caribeña. Otras especies que fueron objeto de caza comercial, como por ejemplo el rorcual azul y la ballena franca del Pacífico norte, todavía no se  han recuperado del todo. Su crecimiento lento, la edad a la cual logran la madurez sexual y su baja tasa de reproducción hacen que las poblaciones de ballenas tarden mucho a restablecerse.
La moratoria sobre la caza comercial de ballenas impuesta por la Comisión Ballenera Internacional (CBI) no ha impedido que algunas especies continúen siendo objeto de caza. Quedan dos países que permitan la caza comercial: Noruega, que caza centenares de rorcuales de aleta blanca cada año, y Islandia, que establece cuotas anuales de 150 rorcuales comunes y 100 rorcuales de aleta blanca. El Japón también caza centenares de rorcuales comunes y rorcuales antárticos al año, supuestamente con hasta científicas y con arreglo a las disposiciones de la moratoria. Aun así, en el Japón y otros países hay un importante mercado negro de carne de ballena y de delfín.

Distribución histórica y actual de la nutria marina septentrional

El segmento más lucrativo del comercio marítimo de pieles eran las pieles de nutrias marinas, especialmente la nutria marina septentrional, que vivía en aguas costeras entre el río Columbia al sur y la ensenada de Cook al norte. Las pieles de nutrias marinas meridionales, en cambio, eran menos preciadas. Después de que la nutria marina septentrional se extinguiera localmente debido a la caza, los comerciantes marítimos de pieles se desplazaron en California, donde también trajeron la nutria marina meridional al lado de la extinción. Los comerciantes marítimos de pieles británicos y estadounidenses llevaban las pieles al puerto chino de Canton, donde trabajaban en el marco del sistema de Canton. La mayoría de las pieles obtenidas en la América rusa se venían a la China a través de la localidad comercial mongola de Kiajta, que se había abierto a los mercaderes rusos en virtud del tratado de Kiajta (1727).
Históricamente, la caza de focas tuvo una importancia comparable a la de la caza de ballenas. Las especies explotadas incluyen las focas de Groenlandia, las focas de casco, las focas del Caspio, los elefantes marinos, las morsas y todas las especies de osos marinos. La escalera de la caza de focas se redujo significativamente a partir de la década del 1960, cuando el gobierno canadiense acortó la temporada de caza y emprendió acciones para proteger las hembras adultas. Las poblaciones de algunas especies que fueron objeto de caza en el pasado se han recuperado desde entonces. Por ejemplo, es posible que los osos marinos antárticos sean igual de numerosos que antes del inicio de la caza. A finales del XIX, los elefantes marinos septentrionales casi se extinguieron debido a la caza y fueron reducidos a una sola población en la Isla Guadalupe. Hoy en día, se encuentran en gran parte de su antigua distribución, a pesar de que sufren un cuello de botella demográfico. En cambio, la foca monje del Mediterráneo ha desaparecido de la mayoría de su antigua distribución, que se extendía desde el noroeste de África hasta el mar Negro, y tan sólo perdura al nordeste del Mediterráneo y partes norteñas-oeste de África.
La caza de osos polares como trofeos es legal en el Canadá siempre que se lleve a cabo con el permiso necesario y con el apoyo de un guía local. La cinegética puede ser una fuente de ingresos importante para las comunidades pequeñas, puesto que la caza con guía es más lucrativa que la venta de pieles de osos polares. Los Estados Unidos, Rusia, Noruega, Groenlandia y Canadá permiten la caza de subsistencia. Las pieles se pueden destinar a fines de subsistencia, conservar como trofeos o vender.

#### Tránsito oceánico y pesca

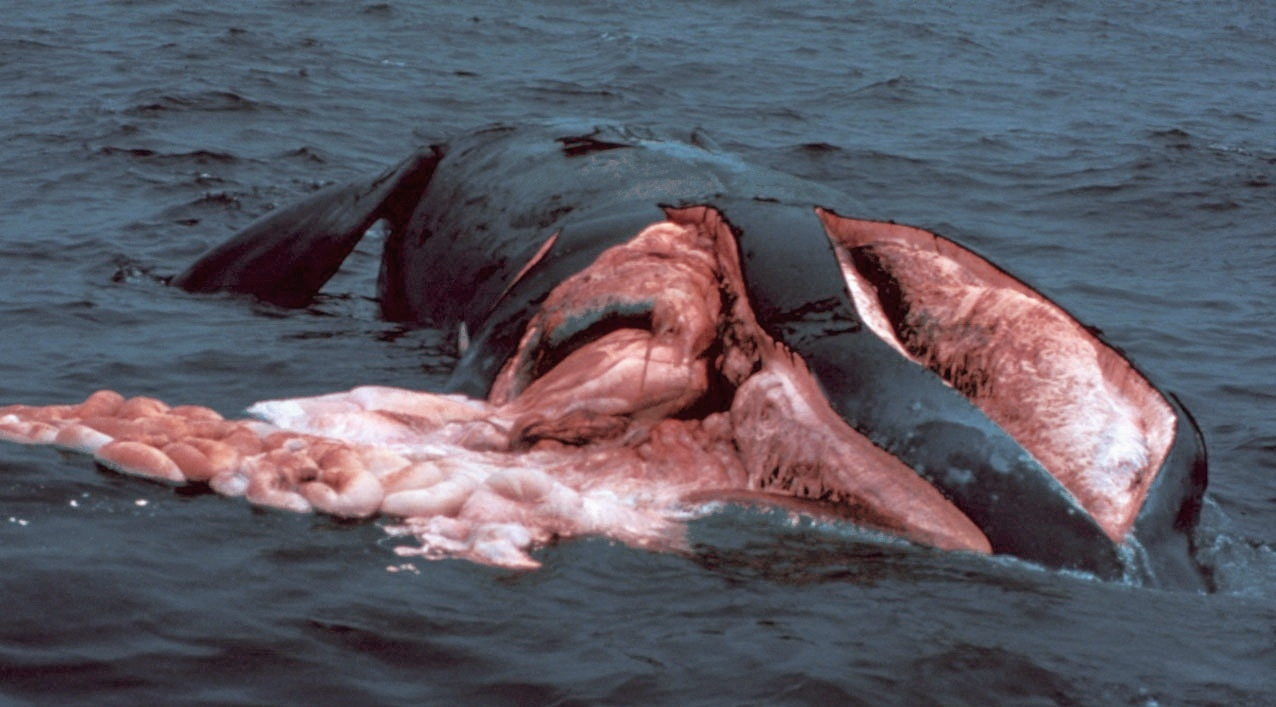
Restos de una ballena franca comuna muerta en una colisión con la hélice de un barco

La captura accesoria es la captura accidental de especies que no son el objetivo de la pesca. Las redes de trasmallo, fijas o a la deriva, están asociadas al mayor grado de mortalidad para los cetáceos y los pinnípedos. Aun así, los palangres, las redes de arrastre a profundidad intermedia y las sedales de todo tipo también representan un peligro importante. La pesca de buey, empleada para capturar atunes, comporta un alto riesgo para los delfines de quedarse atrapados. La captura accesoria es una amenaza para todos los cetáceos, independientemente de su medida y su hábitat, pero los cetáceos más pequeños y los pinnípedos son particularmente vulnerables porque no son bastante gordos para escaparse de las redes con facilidad y, por lo tanto, a menudo se acaban ahogando. Los cetáceos más gordos, en cambio, son capaces de arrancar las redes de las embarcaciones, pero pueden acabar muriendo de inanición si no consiguen desprenderse. Las redes y sedales abandonadas o perdidas también pueden causar la muerte de los animales que se las comen o quedan atrapados en redes. A pesar de que algunos mamíferos marinos se enredan en redes de acuicultura, no es un hecho bastante habitual para tener un impacto significativo sobre sus poblaciones.
Las colisiones con barcos son una causa de mortalidad entre algunos mamíferos marinos, especialmente las ballenas. Son una amenaza particularmente importando las naves rápidas como los portacontenedores, que pueden herir gravemente e incluso matar los mamíferos marinos con los cuales topan. Las colisiones se pueden producir tanto con naves comerciales de grandes dimensiones como con embarcaciones de recreo. La ballena franca comuna, una especie en peligro crítico, es una víctima habitual de estas topadas. Los barcos turísticos que se usan en la observación de cetáceos también pueden afectar negativamente los mamíferos marinos al perturbar el comportamiento natural.
La industria pesquera también entra en competición directa con los mamíferos marinos por las fuentes de alimento. La pesca a gran escala ha desembocado en el declive de poblaciones de pescados que forman una parte importante de la dieta de estos animales. Los pinnípedos se ven especialmente afectados por este fenómeno. En algunos casos, la pesca ha conducido a una escasez de alimento, carencias nutricionales, la muerte de crías e individuos jóvenes por inanición y un menor reclutamiento a la población. La competencia entre los pescadores y los mamíferos marinos en un contexto de agotamiento de los recursos pesqueros ha sido una fuente de conflictos. En algunas partes del mundo se han sacrificado grandes números de mamíferos marinos para evitar que consuman pescados y proteger así los intereses de la industria pesquera.
A pesar de que no compiten directamente por el alimento, los mamíferos marinos y las instalaciones de acuicultura de marisco sí que compiten por el espacio. Por otro lado, los mamíferos marinos cogen pescados de las instalaciones de acuicultura, hecho que ocasiona problemas significativos a los explotadores. Aunque a menudo existen mecanismos legales para mantenerlos a raya, como por ejemplo redes antidepredadores y esperpentos ultrasónicos, es fuerza habitual el uso ilegal de armas de fuego contra los mamíferos marinos en este contexto.

#### Pérdida y degradación del hábitat

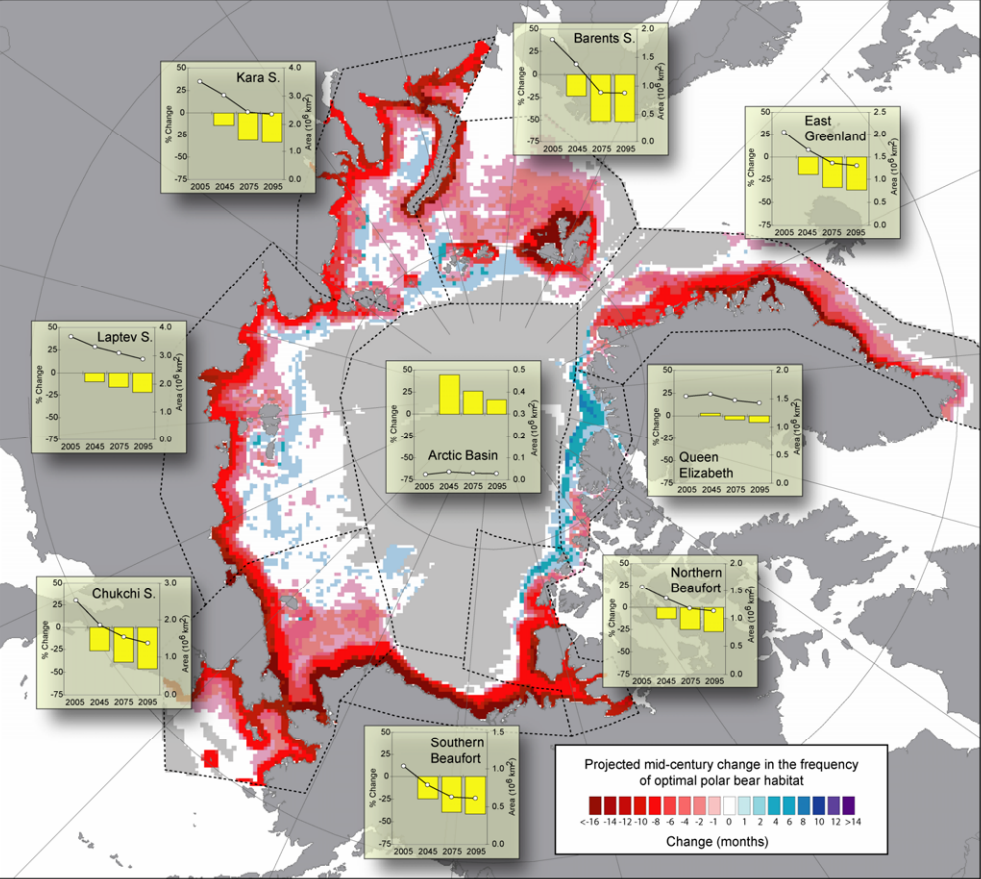
Proyecciones de los cambios en el hábitat de los osos polares entre 2005 y 2095 (rojo: pérdidas; moratón: ganancias)

Varias actividades humanas tienen como resultado la degradación de los hábitats de los mamíferos marinos. Las especies que viven en medios costeros están más expuestas a este riesgo. La construcción de puertos, emisarios submarinos y amarraderos, el dragado, los vertidos, las obras de desobstrucción, los proyectos hidroeléctricos y la acuicultura degradan el medio ambiente e invaden hábitats de gran valor ecológico. Por ejemplo, la acuicultura intensiva de marisco ocupa espacios que son importantes para la reproducción, la alimentación y el reposo de los mamíferos marinos costeros.
Los contaminantes que se derraman al medio marino se van acumulando a las reservas de grasa de los mamíferos marinos. Los contaminantes que se encuentran a los tejidos de los mamíferos marinos incluyen metales pesados cómo el mercurio y el plomo, organoclorados y hidrocarburos aromáticos policíclicos. Entre otras cosas, pueden trastornar el sistema endocrino de estos animales, afectar lo sistema reproductor y debilitar lo sistema inmunitario, cosa que aumenta la mortalidad. Otros contaminantes, como por ejemplo el petróleo, los restos de plástico y las aguas residuales, constituyen una amenaza para la subsistencia de los mamíferos marinos.
La contaminación acústica es otro problema importante para algunos mamíferos marinos, puesto que interfiere con su capacidad de comunicarse y detectar las presas y los depredadores bajo el agua. Las explosiones submarinas, que se usan para varios fines, incluyendo actividades militares, la construcción y la búsqueda oceanográfica y geofísica, los pueden causar hemorragias pulmonares y contusiones y ulceraciones gastrointestinales, entre otras lesiones. Entre las fuentes de ruido submarino hay el tránsito marítimo, la industria del petróleo y el gas, la búsqueda, el uso militar del sonar y los experimentos acústicos oceanográficos. Los dispositivos acústicos de disuasión que emplean las instalaciones de acuicultura para mantener a raya los mamíferos marinos emiten sueños molestos y de alto volumen bajo el agua.
Hay dos cambios en la atmósfera global como resultado de la actividad humana que amenazan los mamíferos marinos. Por un lado, el aumento de la radiación ultravioleta debido a la reducción del ozono atmosférico es un fenómeno que afecta principalmente la región antártica y otras partes del hemisferio sur. Una mayor exposición a la radiación ultravioleta puede disminuir la abundancia de fitoplancton, que se encuentra en la base de la cadena trófica de los océanos. El segundo efecto del cambio climático es el calentamiento global a consecuencia del aumento de los niveles de dióxido de carbono a la atmósfera. Se cree que la subida del nivel del mar y sus temperaturas, junto con los cambios en las corrientes marinas, afectan los mamíferos marinos al alterar la distribución de sus presas y modificar la idoneidad de sus lugares de apareamiento y sus rutas migratorias. La extinción casi total o la migración de los osos polares perturbaría significativamente la cadena trófica de la región ártica. Su hábitat natural, el hielo marino ártico, mengua un 13% por década, mientras que las temperaturas suben al doble de velocidad en esta parte del mundo que al resto del planeta. Si el hielo marino se continúa fundiendo a este ritmo, el 2050 ya se podrían haber extinguido hasta dos tercios de los osos polares.
Según un estudio llevado a cabo por científicos de la Universidad de Pittsburgh, los antepasados de los mamíferos marinos dejaron de producir un cierto enzima que protege los mamíferos terrestres contra los organofosfatos, una clase de compuestos químicos neurotóxicos que se usan en pesticidas muy comunes. La exposición de los mamíferos marinos a estas sustancias podría ir en aumento debido a la escorrentía agrícola que llega al mar.

### Protección

Estados signatarios de la Comisión Ballenera Internacional (CBI)

El 21 de abril del 1972, el Congreso de los Estados Unidos aprobó la Ley de Protección de los Mamíferos Marinos (MMPA) para parar el declive y la posible extinción de los mamíferos marinos. La ley prohíbe la caza, la muerte, la captura o el acoso de los mamíferos marinos sin el permiso correspondiente. La gestión de la MMPA se reparte entre el secretario de Interior, a través del Servicio de Pesca y Fauna Salvaje de los Estados Unidos, y lo secretario de Comercio, que delega sus competencias en este campo al Administración Nacional de los Océanos y de la Atmósfera (NOAA). Así mismo, se creó la Comisión de Mamíferos Marinos (MMC) para revisar las políticas en vigor y formular recomendaciones al Servicio y la NOAA que permitan una mejor aplicación de la MMPA. El Servicio se encarga de proteger las nutrias marinas, las morsas, los osos polares y los sirenios, mientras que a la NOAA se le encomendó la tarea de conservar y gestionar los pinnípedos (excepto las morsas) y los cetáceos. En 2016, el MMPA fue actualizada con una cláusula que prohíbe la importación de pescado de países que no puedan demostrar que cumplen las normas estadounidenses de protección de los mamíferos marinos. El objetivo de esta enmienda es forzar estos países a adoptar normas más estrictas.
La Convención Sobre la Conservación de las Especies Migratorias de Animales Silvestres (CMS), firmada en 1979, es la única organización global que trabaja para la conservación de un amplio espectro de animales, que incluye los mamíferos marinos. Los tres acuerdos concluidos bajo sus auspicios son el ACCOBAMS, el ASCOBANS y el acuerdo sobre el mar de Wadden. En 1982, la Convención de las Naciones Unidas sobre el Derecho de la Mar (CNUDM) adoptó un enfoque basado en la prevención de la contaminación que ha sido seguido por otras convenciones.

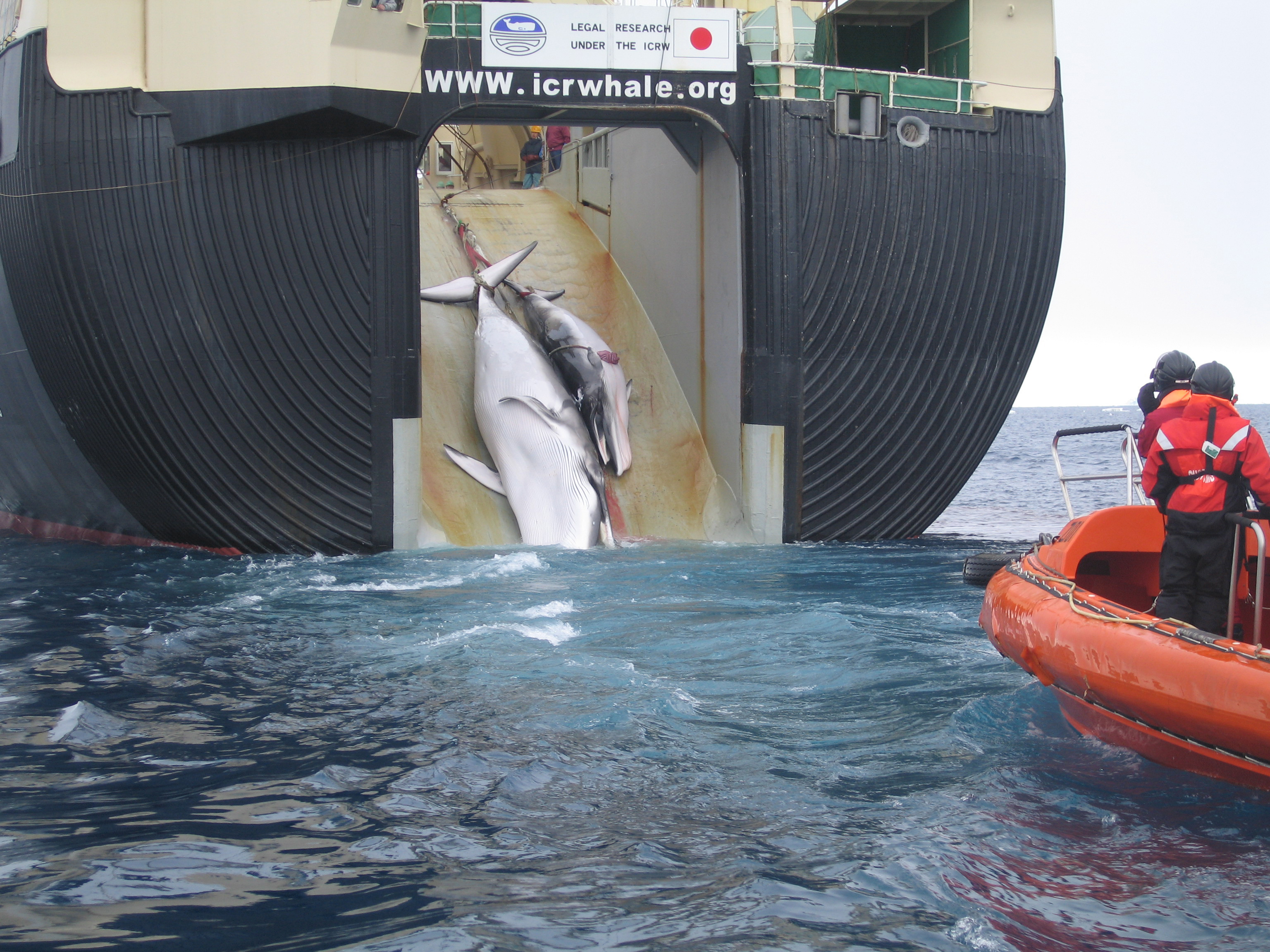
Madre y cría de rorcual antártico siendo cargadas al Nisshin Maru, un barco ballenero de Japón

El Acuerdo sobre la conservación de los cetáceos en la Mar Negra, la Mar Mediterránea y la Mar Atlántica Contigua (ACCOBAMS), firmado en 1996, protege los cetáceos de la Mediterránea y rechaza la caza de ballenas. Tiene 23 Estados miembros. El Acuerdo para la conservación de pequeños cetáceos del mar Báltico, Atlántico nordeste, mar de Irlanda y mar del Norte (ASCOBANS) fue adoptado en paralelo con el ASCOBAMS para establecer una zona protegida especial para los cetáceos de Europa, cada vez más amenazados. Otros esfuerzos contra la caza de ballenas incluyen la moratoria de diez años sobre la caza de ballenas impuesta por la CBI en 1986 y la Convención Internacional para la Regulación de la Caza de Ballenas, uno acuerdo ambiental que controla la caza de ballenas con hasta comerciales, científicas y de subsistencia.
El Acuerdo Sobre la Conservación de las Focas de la Mar de Wadden, que entró en vigor en 1991, prohíbe matar y asediar las focas del mar de Wadden y tiene como objetivo proteger las focas comunes.
El Acuerdo Sobre la Conservación de los Osos Polares, firmado en 1973 por Canadá, Dinamarca (Groenlandia), los Estados Unidos, Noruega (Svalbard) y la Unión Soviética, prohibió la caza no regulada desde aeronaves y rompehielos y estableció medidas para proteger sus lugares de migración, alimentación y hibernación.
Numerosas organizaciones no gubernamentales están implicadas en la activismo para la conservación de los océanos con el objetivo de hacer conocer y combatir varios aspectos de la conservación de los océanos, incluyendo la contaminación, la caza de ballenas y la captura accesoria, son ejemplos Greenpeace, que se concentra en la sobreexplotación de los recursos pesqueros y la caza de ballenas, y la Sea Shepherd Conservation Society, conocida por las acciones directas que lleva a cabo para destapar actividades ilegales.

### Como alimento

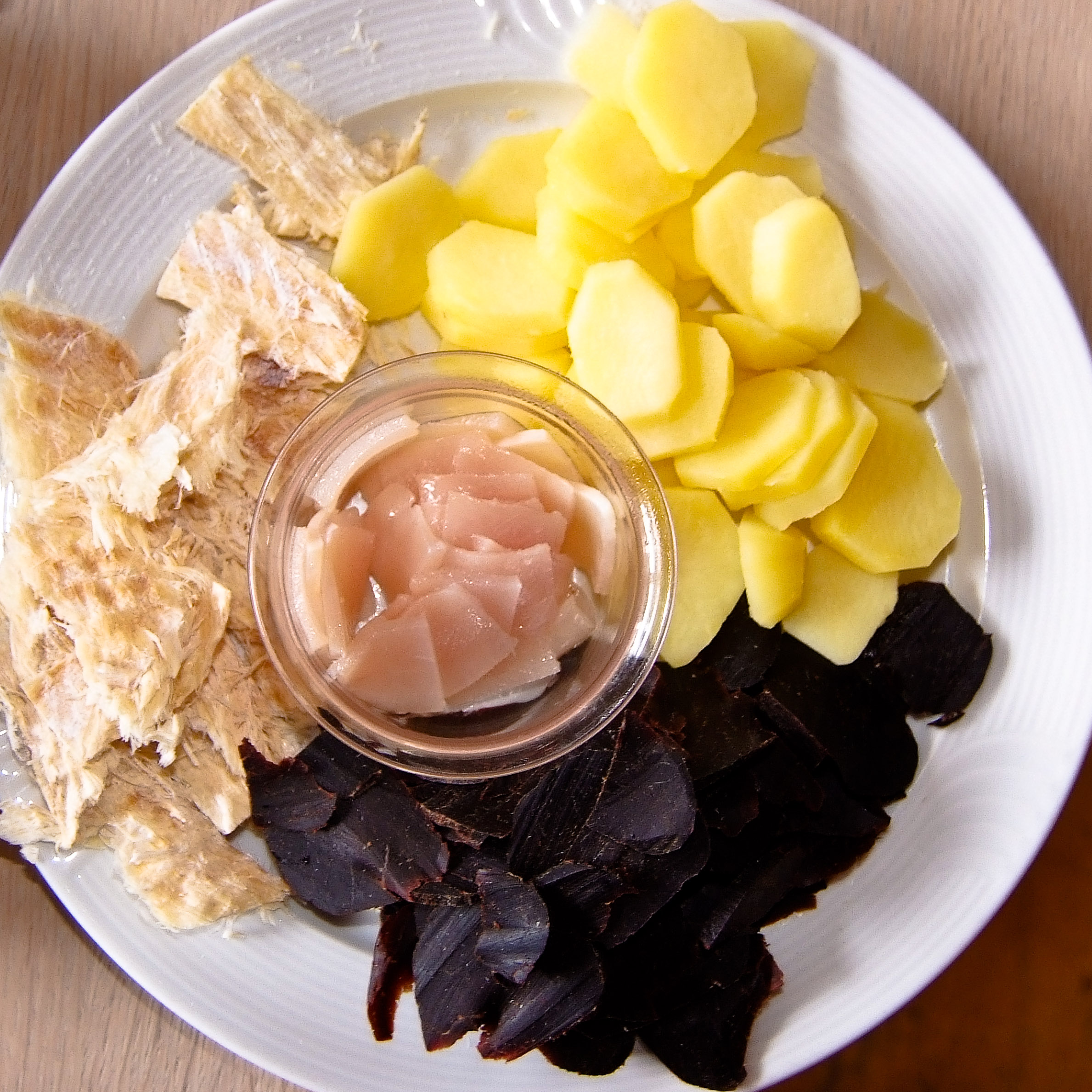
Carne (abajo), y grasa (centro) de ballena piloto de aleta larga con pez secado (izquierda) y patatas en las Islas Feroe

La carne de ballena forma una parte indispensable de la dieta de los pueblos indígenas del Ártico desde hace miles de años. Los indígenas llevan a cabo dos cazas sin ánimo de lucro  cada año (una a la primavera y la otra en otoño) y  conservan la carne para consumirla durante el invierno. La piel y la grasa adherida (muktuk) de la ballena de Groenlandia, la beluga y el narval también son muy preciados y se pueden comer crudos o cocidos. En las Islas Feroe también se ha practicado la caza de ballenas desde los tiempos de los primeros asentamientos vikingos en el archipiélago y cada año se  matan centenares de ballenas piloto de aleta larga y delfines de flancos blancos del Atlántico, principalmente en verano. La carne de delfín todavía se consume en algunos países, incluyendo Japón y Perú (donde se conoce como chancho marino, o 'cerdo marino'). En algunas partes del mundo, como por ejemplo el pueblo japonés de Taiji y las Islas Feroe, los delfines se ven tradicionalmente como alimento y se cazan con arpones o mediante la caza en batida.
El consumo de carne de delfín en Japón ha generado preocupación como resultado de la detección de un alto contenido de metilmercurio en este alimento. Aunque no se conoce ningún caso de intoxicación por mercurio por este motivo, el gobierno hace seguimiento de las personas que viven en regiones donde se consume habitualmente carne de delfín y recomienda que los niños y las mujeres embarazadas no  coman muy a menudo. En las Islas Feroe se han notificado casos de niños que han nacido con deficiencias neuropsicológicas como resultado de su exposición prenatal al metilmercurio y los bifenilos policlorados, fundamentalmente por ingestión materna de carne de ballena piloto de aleta larga.
Las focas oceladas fueran el principal alimento de los inuits en el pasado y hoy en día todavía son un alimento importante para la gente de Nunavut y forman parte de la dieta de algunos pueblos de Alaska. La carne de foca es una fuente de alimento importante para los habitantes de algunas pequeñas comunidades costeras. Su grasa se usa para obtener aceite de foca, que tradicionalmente se ha considerado de menor calidad que el aceite de narval y se vende como una forma de aceite de pescado.

### En cautividad

#### Acuarios
Cetáceos

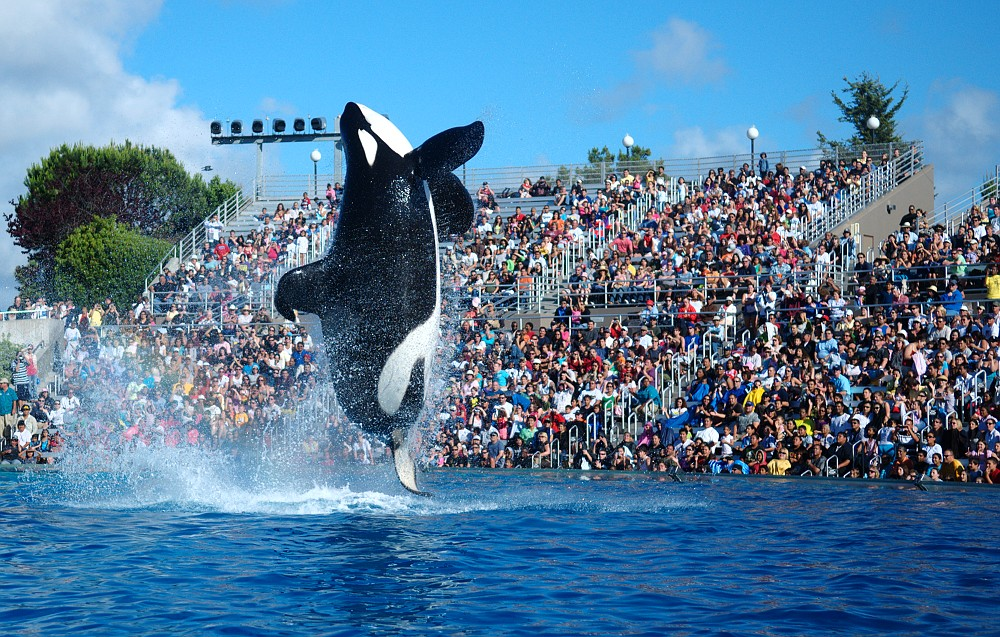
Orca participando en un espectáculo en SeaWorld San Diego

Se tienen varias especies de delfines en cautividad, a menudo en parques de atracciones y delfinarios cómo SeaWorld. La facilidad de adiestrarlos y su gran longevidad en cautividad hacen que los delfines mulares sean la especie más comuna  a los delfinarios. El 2016 se calculaba que había como mínimo 3 000 en cautividad en todo el mundo, a pesar de que no hay datos exactos. Su «sonrisa» los convierte en una atracción popular. Aun así, en los delfines no es una expresión facial de alegría, como en los seres humanos, sino que es la única que pueden hacer debido a su carencia de músculos faciales.
Entidades como World Animal Protection y Whale and Dolphin Conservation luchan contra la tenencia de cetáceos, especialmente orcas, en cautividad. Los individuos cautivos a menudo desarrollan patologías, incluyendo el colapso de la aleta dorsal en la mayoría de los machos y algunas hembras. Las orcas cautivas no suelen pasar de la tercera década de vida. En cambio, las hembras salvajes que sobreviven a la infancia viven una media de 46 años y, en casos excepcionales, pueden llegar a 80 años, mientras que las cifras equivalentes para los machos son de 31 y 60?70 años, respectivamente. En general, las condiciones de vida en cautividad no tienen nada que ver con el suyo hábitat natural y los grupos sociales que se  forman difieren de los que se encuentran en la natura. Otras causas de estrés incluyen la obligación de hacer trucos que distan mucho del comportamiento de las orcas salvajes y la pequeñez de las piscinas. Los individuos salvajes pueden nadar hasta 160 km al día. Según los detractores de su tenencia en cautividad, los cetáceos son animales demasiado gordos e inteligentes para vivir en estas condiciones. A veces, los individuos cautivos exhiben comportamientos agresivos hacia los seres humanos, los animales con los cuales comparten la piscina o incluso contra sí mismos. Los delfines a menudo son adiestrados para hacer gestos propios de los humanos, como por ejemplo saludar con la aleta o hacer besos, que no son nada habituales en las poblaciones salvajes.
Pinnípedos

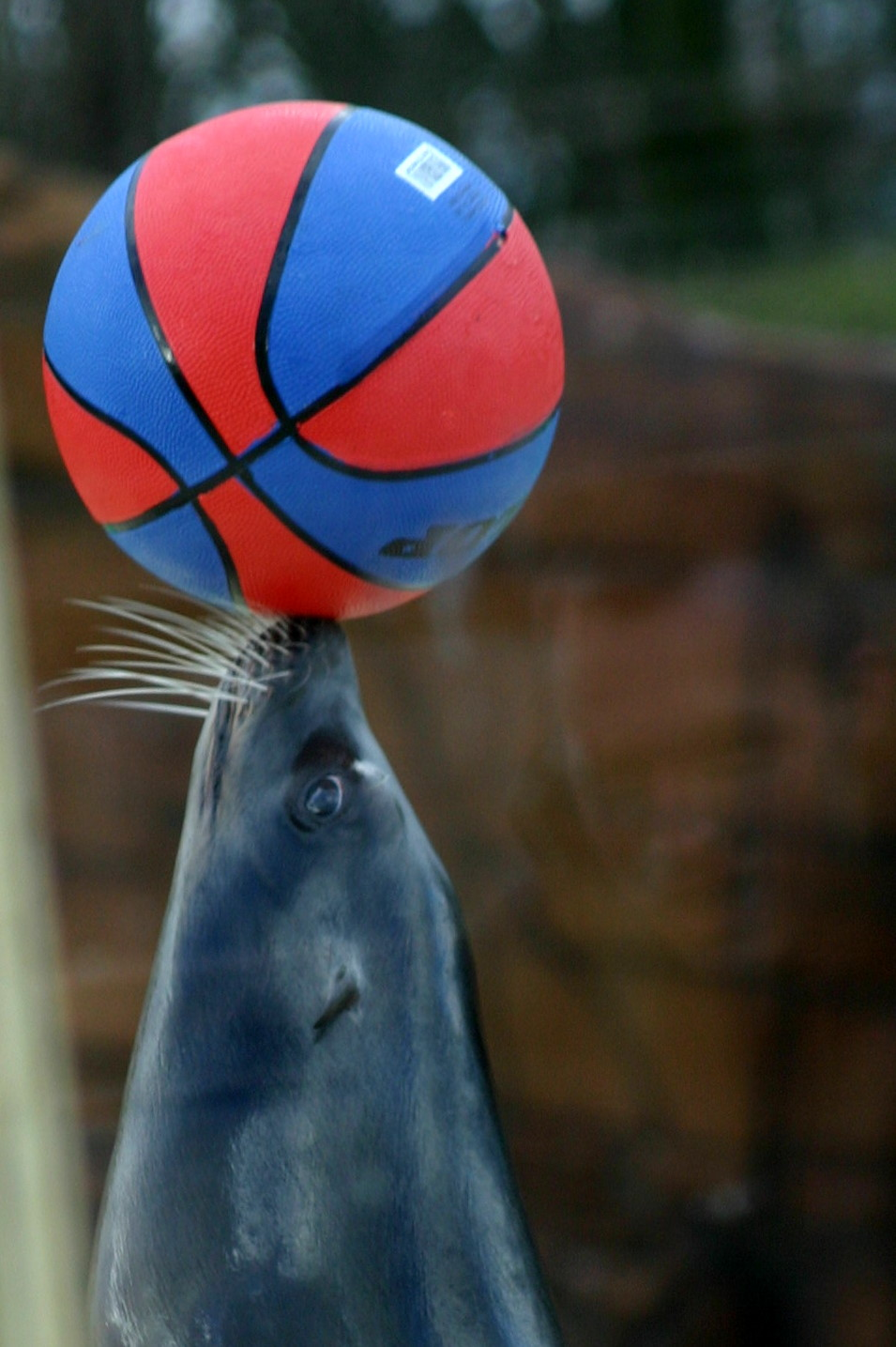
León marino balanceando una pelota al hocico

Los pinnípedos son una atracción popular por su gran medida y su carácter juguetón. Algunos recintos disponen de fondos rocosos con lugares de reposo artificiales y una piscina, mientras que otros tienen cerrados con pequeños refugios rocosos elevados desde los cuales se pueden zambullir los animales. Otros recintos más complejos contienen piscinas de mayor profundidad que se pueden observar desde debajo del nivel del agua, con rocas falsas hechos de cemento a las cuales se pueden ensartar las focas y los leones marinos. El león marino de California es la especie de pinnípedo más comuna en cautividad por su abundancia y la facilidad de adiestrarlo. Estos animales se usan para hacer trucos y entretener los visitantes. Entre las otras especies que a menudo se ven en cautividad hay la foca gris y la foca común. En cambio, las especies más gordas, como por ejemplo las morsas y los leones marinos de Steller,  están mucho menos habituales. Los pinnípedos son atracciones populares porque la gente a menudo los atribuye una naturaleza curiosa, divertida o juguetona, percepción que hasta cierto punto es un caso de antropomorfismo.
Algunas entidades, como por ejemplo ZOOXXI, la Humane Society of the United States y World Animal Protection, se oponen a la tenencia de pinnípedos y otros mamíferos marinos en cautividad, aduciendo que es imposible que sus recintos sean basta grandes para albergar animales migratorios y que una piscina no puede reproducir la gran medida y biodiversidad de los océanos. Tampoco están de acuerdo con el uso de leones marinos como entretenimiento, aduciendo que los trucos que hacen no son más que «variaciones exageradas de su comportamiento natural» que distraen el público del medio artificial en el cual viven.
Nutrias marinas
A diferencia otros mamíferos marinos, las nutrias marinas prosperan en cautividad. El Acuario de Seattle fue la primera institución a criar nutrias marinas desde la concepción hasta la edad adulta. En 2007, un vídeo de YouTube de dos nutrias marinas cogiéndose de las manos consiguió 1,5 millones de visualizaciones. El enero del 2015 ya tenía más de 20 millones. Grabado en 2002 en el Acuario de Vancouver, fue el vídeo de animales más visto de YouTube hasta entonces. La percepción que las nutrias marinas tienen una «vida familiar feliz» es otro caso de antropomorfismo.
Sirenios
Snooty, del Acuario de Manatíes Parker del Museo del Sur de Florida, fue el manatí cautivo más longevo. Nació el 21 de julio del 1948 en la Miami Aquarium and Tackle Company y fue uno de los primeros nacimientos de manatíes en cautividad de los cuales se tiene constancia. Fue criado en cautividad en todo momento y murió a la edad de 69 años. Se pueden ver manatíes en otros acuarios y zoos de todo el mundo.

#### Usos militares

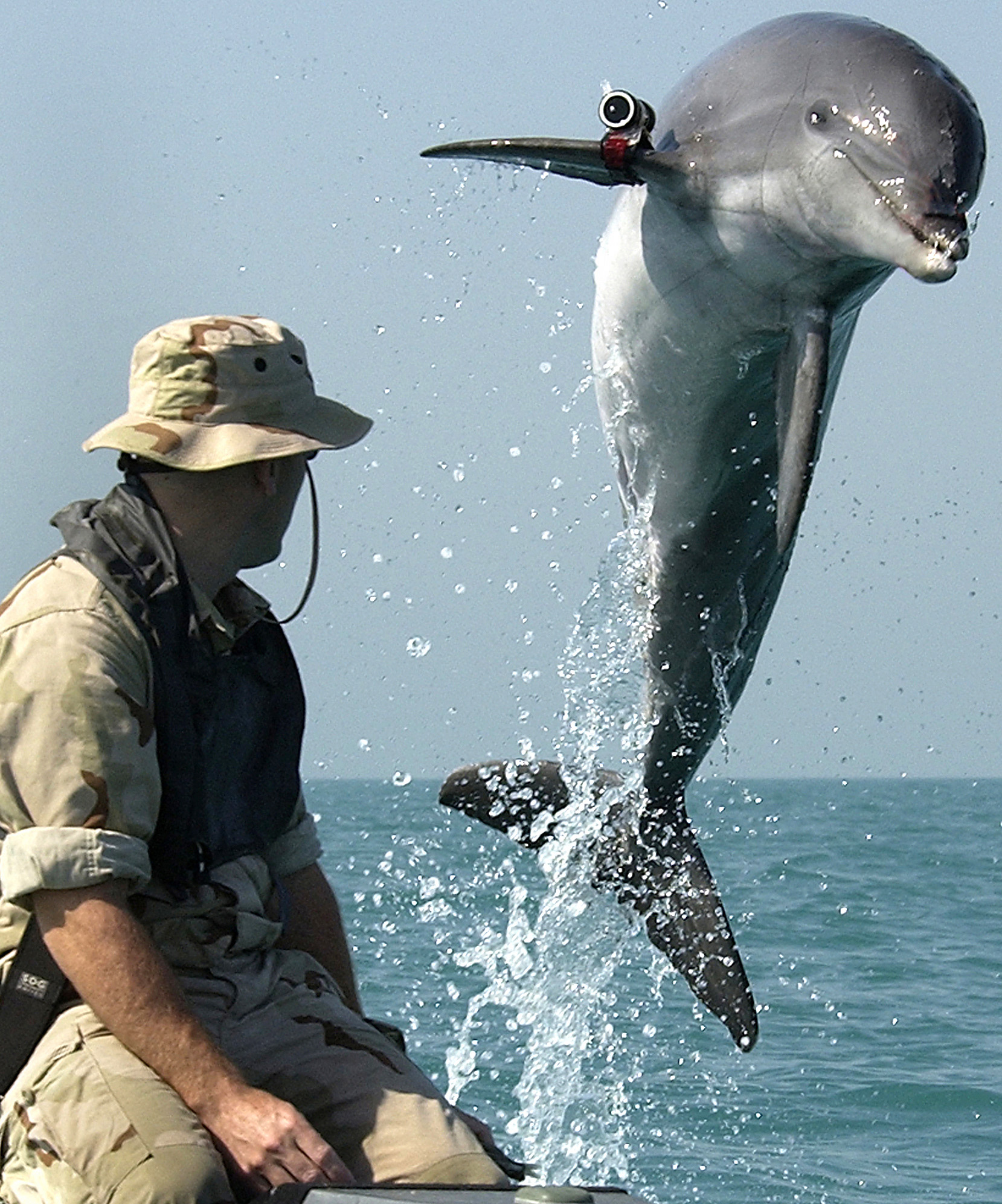
Un delfín equipado con un emisor de localización limpiando el mar de minas durante la Guerra de Irak

El Programa de Mamíferos Marinos de la Marina de los Estados Unidos usa delfines mulares y leones marinos de California para tareas que incluyen la protección de naves y puertos, la detección y limpieza de minas y la recuperación de objetos. Nunca ha adiestrado delfines de ataque, puesto que no serían capaces de distinguir los soldados amigos de los enemigos.  había cinco equipos de mamíferos marinos, cada uno encargado de una de estas tres tareas: MK4 (delfines), MK5 (leones marinos), MK6 (delfines y leones marinos), MK7 (delfines) y MK8 (delfines). Los equipos de delfines eran adiestrados para detectar y marcar minas ancladas al fondo marino o flotante a la columna de agua, aprovechando la suya ecolocalización para identificar las minas, mientras que el equipo de leones marinos recuperaba objetos de prueba, como por ejemplo minas falsas o bombas lanzadas desde un avión, generalmente fuera del alcance de los buzos, que tendrían que zambullirse varias veces por acercarse . El equipo MK6, encargado de defender los puertos y los barcos contra los buzos enemigos, entró en acción durante la Guerra del Golfo y la Guerra del Vietnam. Los delfines sorprendían los buzos enemigos desde detrás y los ligaban una boya a la botella de oxígeno para obligarlos a subir a la superficie, donde podían ser detectados por marineros cercanos. Los leones marinos, en cambio, esposaban los enemigos intentando esquivar sus contraataques.
Estos usos de los mamíferos marinos continúan despertando oposición a pesar de que la política de la Marina tan sólo permite emplear refuerzos positivos para adiestrar los delfines militares y exige que los animales sean tratados con arreglo a las normas aceptadas. Uno de los motivos de controversia es que su estilo de vida es muy diferente del que tendrían en su hábitat natural, especialmente en cuanto a los espacios confinados donde permanecen cuando no están siendo adiestrados. Otro es el uso de bozales y otros inhibidores que impiden que los delfines busquen alimento mientras trabajan. Según Marina, estos dispositivos evitan que los animales ingieran objetos nocivos, pero los ecologistas sostienen que el objetivo real es reforzar el control de los adiestradores sobre los delfines. Su transporte también es objeto de crítica, puesto que se lleva a cabo en seco y comporta cambios de piscina y compañeros de piscina que pueden generar situaciones conflictivas entre animales territoriales como los delfines.

## Investigación
Considerables investigaciones se han dirigido a estudiar las enfermedades que afectan a los mamíferos marinos en el ambiente acuático. Estos trabajos se han dirigido a estudiar la leptospirosis, herpesvirus, enfermedades neurológicas, toxicología, y otras patologías que afectan a los mamíferos marinos. La presencia de mercurio en mamíferos marinos en un problema emergente entre las patologías derivadas de la bioacumulación de metales pesados. Algunas organizaciones de investigación se han desarrollado, como el Centro Mamífero Marítimo (Marine Mammal Center), para dedicarse en exclusiva a la rehabilitación y funciones de investigación de los mamíferos marinos.